# Celebogryllacris celebica
Celebogryllacris celebica är en insektsart som först beskrevs av Heinrich Hugo Karny 1931.  Celebogryllacris celebica ingår i släktet Celebogryllacris och familjen Gryllacrididae. Inga underarter finns listade i Catalogue of Life.